# Xã River, Quận Logan, Arkansas
Xã River (tiếng Anh: River Township) là một xã thuộc quận Logan, tiểu bang Arkansas, Hoa Kỳ. Năm 2010, dân số của xã này là 650 người.